# Sciurus gilvigularis
Sciurus gilvigularis (Вивірка жовтогорла) — вид ссавців, гризунів родини Вивіркових (Sciuridae).

## Поширення
Країни поширення: північна Бразилія, Гаяна, Венесуела.

## Морфологія
Середній вимір для 5 венесуельських зразків: голова і тіло довжиною 166 мм, хвіст довжиною 173 мм, задня ступня довжиною 43 мм. Забарвлення дуже схоже на Sciurus aestuans тільки трохи блідіше. Спина з сивиною, червонувато-бура, черево червонувато-оранжеве. Хвіст проявляє легку смугастість.